# マズロペプチン
マズロペプチン (maduropeptin) は、Actinomadura maduraeから単離された色素タンパク質であり、タンパク質 (MdpA) と発色団（クロモフォア）の1対1の混合物から成る。発色団は不安定であり付加体のみが単離できる。発色団はエンジイン構造を持つ抗生物質であり、抗がん活性も示す。